# Стефанув (Ґостинінський повіт)
Стефанув (пол. Stefanów) — село в Польщі, у гміні Гостинін Ґостинінського повіту Мазовецького воєводства.
Населення — 275 осіб (2011).
У 1975-1998 роках село належало до Плоцького воєводства.

## Демографія
Демографічна структура станом на 31 березня 2011 року:
|          | Загалом | Допрацездатний вік | Працездатний вік | Постпрацездатний вік |
| -------- | ------- | ------------------ | ---------------- | -------------------- |
| Чоловіки | 130     | 38                 | 80               | 12                   |
| Жінки    | 145     | 34                 | 89               | 22                   |
| Разом    | 275     | 72                 | 169              | 34                   |